# Xã Northeast, Quận Orange, Indiana
Xã Northeast (tiếng Anh: Northeast Township) là một xã thuộc quận Orange, tiểu bang Indiana, Hoa Kỳ. Năm 2010, dân số của xã này là 549 người.